# Peter Hofmann
Peter Hofmann (22. srpna 1944, Mariánské Lázně – 30. listopadu 2010, Selb) byl německý operní pěvec.

## Biografie

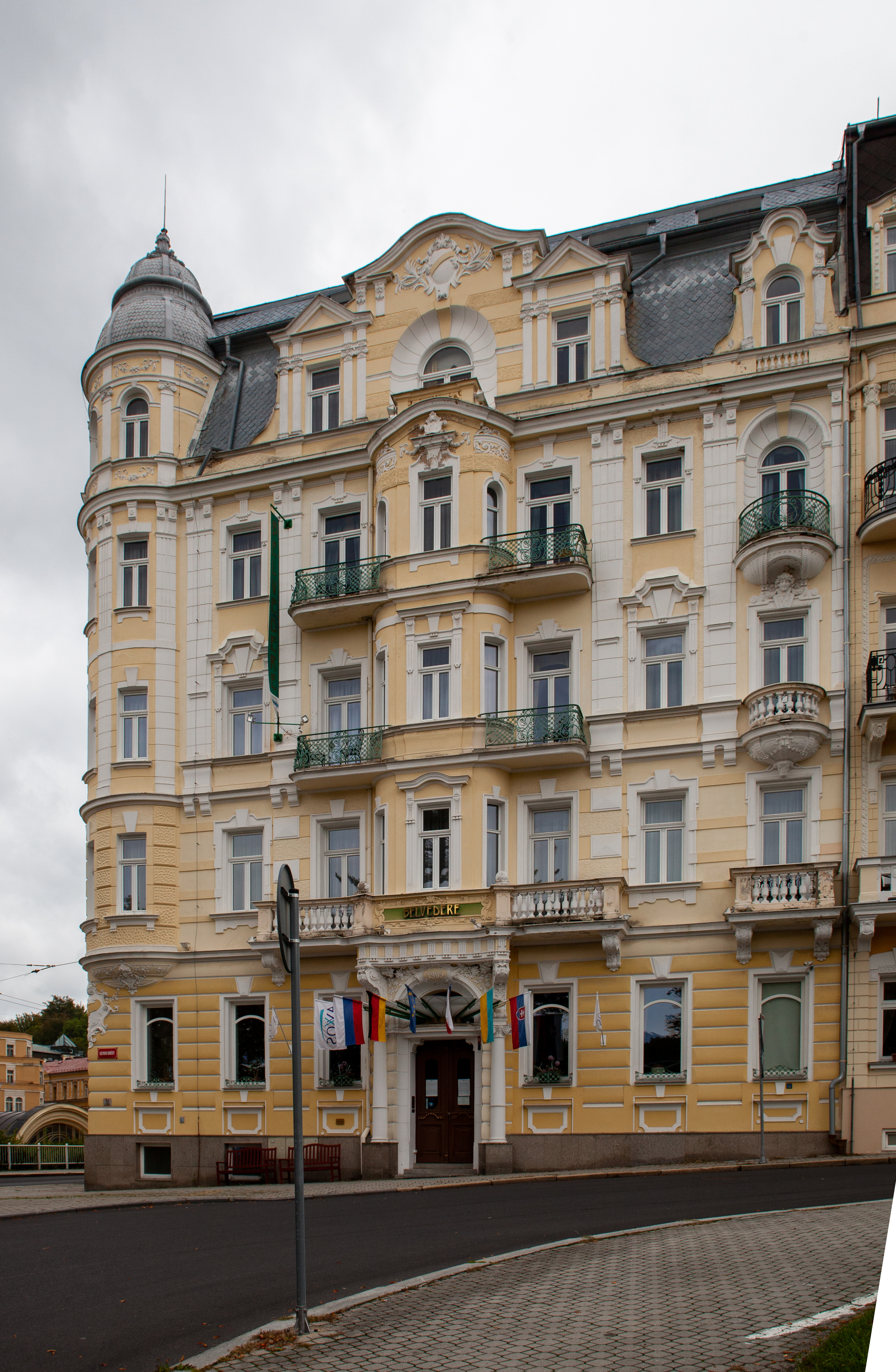
Rodný dům Petra Hofmanna v Mariánských Lázních

Narodil se v tehdy sudetoněmeckých Mariánských Lázních, vyrostl v Darmstadtu. Studia operního zpěvu zahájil ve vojenské službě, pokračoval v nich poté v Karlsruhe.
Operní debut zažil v roli Tamina v Mozartově Kouzelné flétně v Lübecku v roce 1972. Poté byl zván na významná pódia v Německu i v zahraničí, kde exceloval zejména ve wagnerovských rolích. Získal si proslulost na Hudebních slavnostech v Bayreuthu (poprvé slavně v roce 1976 jako Siegmund v Prstenu Nibelungově v režii Patrice Chéreaua), vystupoval také v newyorské Metropolitní opeře (v Lohengrinovi, Parsifalovi, Mistrech pěvcích norimberských a Valkýře).
Diváky i režiséry zaujal nejen lyrickým hlasem se zlatě jasnou barvou, ale také velmi přitažlivým jevištním zjevem, který ho předurčoval k mužným rolím.
Věnoval se i lehčím žánrům, rocku, popu a muzikálu. Napodoboval Elvise Presleyho a vystoupil ve více než 300 představeních muzikálu Andrewa Lloyda Webbera Fantom opery. Tento únik podnikl částečně kvůli zhoršující se kvalitě hlasu.
Byl ženatý s Deborah Sassonovou a měl tři děti. Od roku 1994 trpěl Parkinsonovou nemocí. V závěru života pracoval na svém vlastním životopisu a podporoval výzkum Parkinsonovy nemoci prostřednictví vlastní nadace.
Mezi jeho nahrávkami vyniká filmová nahrávka Tristana pod řízením Leonarda Bernsteina z roku 1983. Vydal i řadu CD s nahrávkami populární hudby.